# Laimosemion romeri
Laimosemion romeri es un pez de agua dulce la familia de los rivulines en el orden de los ciprinodontiformes.

## Morfología
De cuerpo alargado y tamaño diminuto.

## Distribución geográfica
Se encuentran en ríos de América del Sur, en la cuenca fluvial de la cabecera del río Negro, en el norte de Brasil.

## Hábitat
Viven en pequeños cursos de agua de clima tropical, de comportamiento bentopelágico y no migrador.